# 1984 في مصر
فيما يلي قوائم الأحداث التي وقعت خلال عام 1984 في مصر.

## سياسة

### تعيين في المنصب
- 17 يوليو – أحمد عصمت عبد المجيد قائمة وزراء خارجية مصر.

## أفلام
من الأفلام التي صدرت هذه السنة في مصر:
- 1 يناير – آخر الرجال المحترمين
- 1 يناير – أنا اللي قتلت الحنش من إخراج أحمد السبعاوي.
- 1 يناير – الأرملة والشيطان من إخراج هنري بركات.
- 1 يناير – البرنس
- 1 يناير – التخشيبة من إخراج عاطف الطيب.
- 1 يناير – الراقصة والطبال
- 1 يناير – الليلة الموعودة من إخراج يحيى العلمي.
- 1 يناير – النمر الأسود
- 1 يناير – الهلفوت من إخراج سمير سيف.
- 1 يناير – تزوير في أوراق رسمية من إخراج يحيى العلمي.
- 1 يناير – جبروت امرأة
- 1 يناير – حتى لا يطير الدخان من إخراج أحمد يحيى.
- 1 يناير – خرج ولم يعد من إخراج محمد خان.
- 12 مارس – شوارع من نار من إخراج سمير سيف.
- 25 مارس – ليلة القبض على فاطمة من إخراج هنري بركات.
- 7 مايو – المجهول من إخراج أشرف فهمي.
- 25 يونيو – احترس من الخط من إخراج سمير سيف.
- 30 يونيو – اثنين على الطريق من إخراج حسن يوسف.
- 19 نوفمبر – لا تسألنى من أنا

## موسيقى

### ألبومات
من الألبومات التي صدرت هذه السنة في مصر:
- 1 يناير – رحيل من غناء حميد الشاعري.

## مواليد

### يناير
- 2 يناير – حسن الرداد ممثل مصري.
- 7 يناير – أحمد عادل لاعب كرة قدم مصري.
- 9 يناير – نور السيد لاعب كرة قدم مصري.[1]
- 22 يناير – عطية البلقاسي لاعب كرة قدم مصري.[2]
- 27 يناير – أحمد الأحمر لاعب كرة يد مصري.

### فبراير
- 10 فبراير – أحمد فوزي لاعب كرة قدم مصري.[3]

### مارس
- 1 مارس – السيد حمدي لاعب كرة قدم مصري.[4]
- 3 مارس – عبد الحميد أحمد لاعب كرة قدم مصري.
- 13 مارس – أحمد سعيد لاعب كرة قدم مصري.[5]

### أبريل
- 1 أبريل – يوسف جمال لاعب كرة قدم مصري.[6]

### يونيو
- 17 يونيو – كريم عامر مدون مصري.

### سبتمبر
- 16 سبتمبر – ممدوح السبيعي
- 30 سبتمبر – ياسر الحلبي لاعب اسكواش مصري.

### أكتوبر
- 3 أكتوبر – محمد ناجي لاعب كرة قدم مصري.
- 7 أكتوبر – حجاجوفيتش

### نوفمبر
- 1 نوفمبر – الهاني سليمان لاعب كرة قدم مصري.
- 1 نوفمبر – حسني عبد ربه لاعب كرة قدم مصري.[7]
- 10 نوفمبر – أحمد فتحي لاعب كرة قدم مصري.[8]
- 20 نوفمبر – هاني سرحان

### ديسمبر
- 1 ديسمبر – وليد سليمان لاعب كرة قدم مصري.[9]
- 25 ديسمبر – محمد شعبان لاعب كرة قدم مصري.[10]

## وفيات

### يناير
- 28 يناير – عماد حمدي (مواليد 1909) ممثل مصري.

### فبراير
- 18 فبراير – لبيب حبشى (مواليد 1906)[11]

### يونيو
- 5 يونيو – أحمد فؤاد محيي الدين (مواليد 1926) سياسي مصري.[12]